# Дунху (Наньчан)
Дунху́ (кит. упр. 东湖, пиньинь Dōnghú) — район городского подчинения городского округа Наньчан провинции Цзянси (КНР).

## История
С древних времён эти земли были частью уезда Наньчан (南昌县). Во времена империи Сун в 1163 году северо-западная половина уезда Наньчан была выделена в отдельный уезд Синьцзянь (新建县), однако власти обоих уездов размещались в одном и том же месте. Во времена Китайской Республики урбанизированная зона, в которой совместно размещались власти уездов Наньчан и Синьцзянь, была в 1926 году выделена в отдельную административную единицу — город Наньчан, подчинённый напрямую правительству провинции Цзянси.
После образования КНР деление Наньчана на районы поначалу было отменено, однако уже в 1951 году районы были воссозданы, и на этих землях разместились Район №1 и Район №2. В 1955 году районам вместо номеров были даны названия, и они превратились в район Дунху и район Шэнли (胜利区). В 1980 году район Шэнли был присоединён к району Дунху.

## Административное деление
Район делится на 10 уличных комитетов и 1 административный комитет.